# Jespák rezavý
Jespák rezavý (Calidris canutus) je středně velký bahňák z čeledi slukovitých.

## Popis

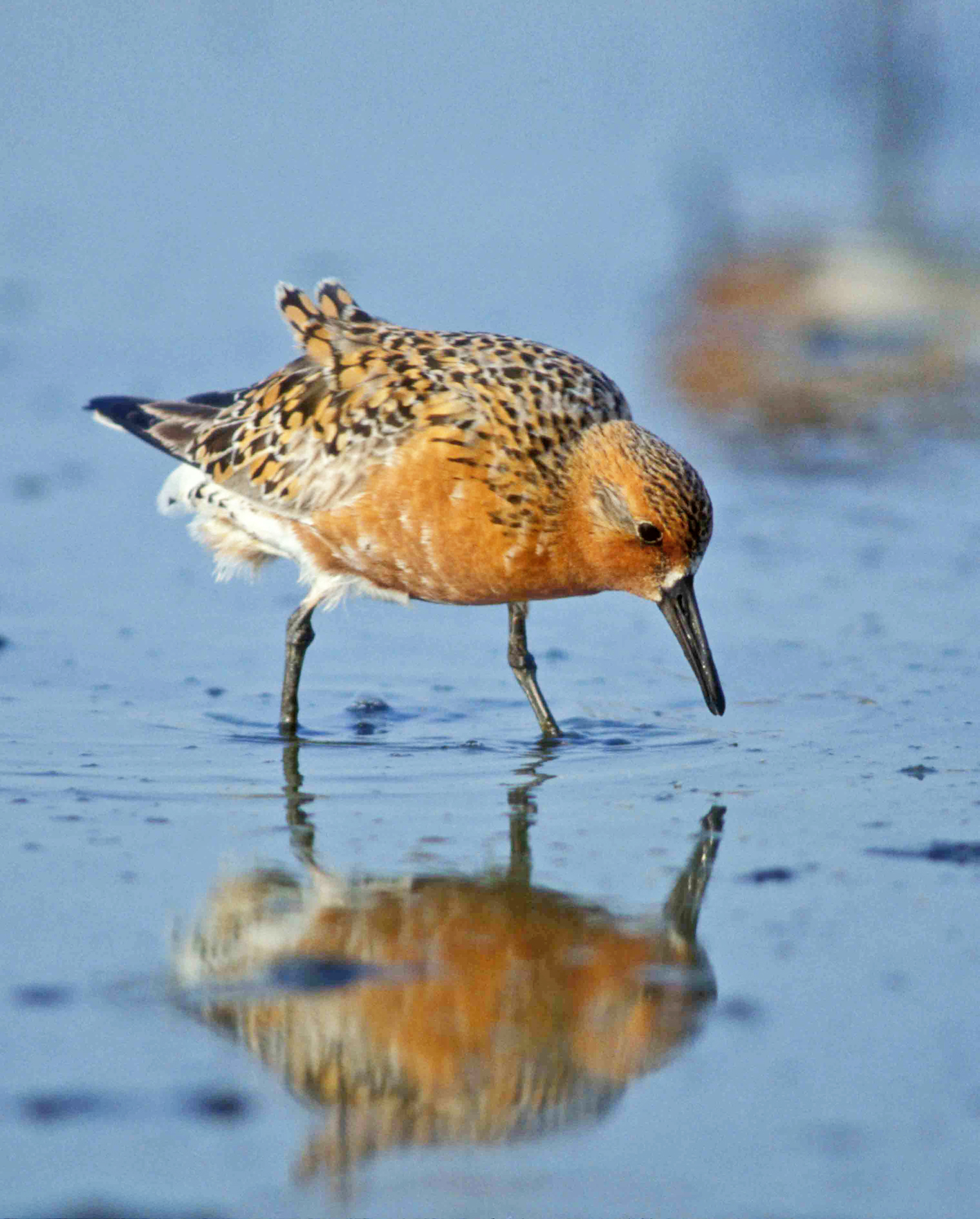
Jespák rezavý ve svatebním šatě

Jespák rezavý je velký přibližně jako kos. Dorůstá 23 – 26 cm, váží 100 – 200 g a v rozpětí křídel měří 47 – 53 cm, náleží tak k největším zástupcům rodu Calidris. Ve svatebním šatě je naprosto nezaměnitelný, má cihlově červené břicho, hruď, hrdlo a hlavu a šedě strakatý hřbet, křídla, ocas. Krátké končetiny a delší zašpičatělý zobák má černé. V prostém šatě je celý nenápadně šedý s bílým břichem a v porovnání se svatebním šatě i světlejšími končetinami a zobákem. Obě pohlaví se přitom zbarvením nijak neliší, mladí ptáci jsou méně šupinatě skvrnití.

## Rozšíření
Jespák rezavý hnízdí v arktických tundrách na severu Kanady, Evropy a Ruska. Je proslulý svými dlouhými migracemi, při kterých ze svých vysoko položených hnízdišť přeletuje až do jižní Evropy, západní Afriky, Jižní Ameriky, Austrálie a na Nový Zéland (viz mapka vpravo), každým rokem tak může zdolat vzdálenost velkou až 30 000 km.
V současné době stále náleží mezi poměrně hojné a stabilizované druhy, na svých hnízdištích patří dokonce k nejběžněji zastoupeným bahňákům. Jeho populace přitom čítá přibližně 1 100 000 jedinců, kteří žijí na ploše velké zhruba 100 000 – 1 000 000 km². V České republice se vyskytuje nepočetně na průtahu v rozmezí od dubna do října (má tudíž svatební šat, je proto i pro poměrně nezkušené pozorovatele snadno odlišitelný).

## Ekologie
Jespák rezavý je společenský pták, při migracích se často vyskytuje i v několika desetitisícových hejnech. Přes léto se živí zejména hmyzem, jejich larvami a drobnými suchozemskými bezobratlými živočichy (např. pavouky), v zimě, kdy je této potravy nedostatek, vyhledává obzvláště různé škeble a malé kraby. Svou kořist přitom vždy požírá vcelku a jejich nestravitelných části se zbavuje ve vysoce svalnatém žaludku, kde se rozdrtí na jemné kousky. V letu se ozývá krátkým a měkkým „uet-uet“.
Hnízdí na zemi, obvykle v těsné blízkosti vody. Samice klade 3 – 4 šedozelená vejce s tmavším skvrněním do nehlubokého dolíku lemovaného listy a mechem. Na vejcích sedí po dobu 20–25 dnů střídavě oba rodiče. Krátce po opeření se mláďata vydávají na svou první dlouhou cestu na jih.

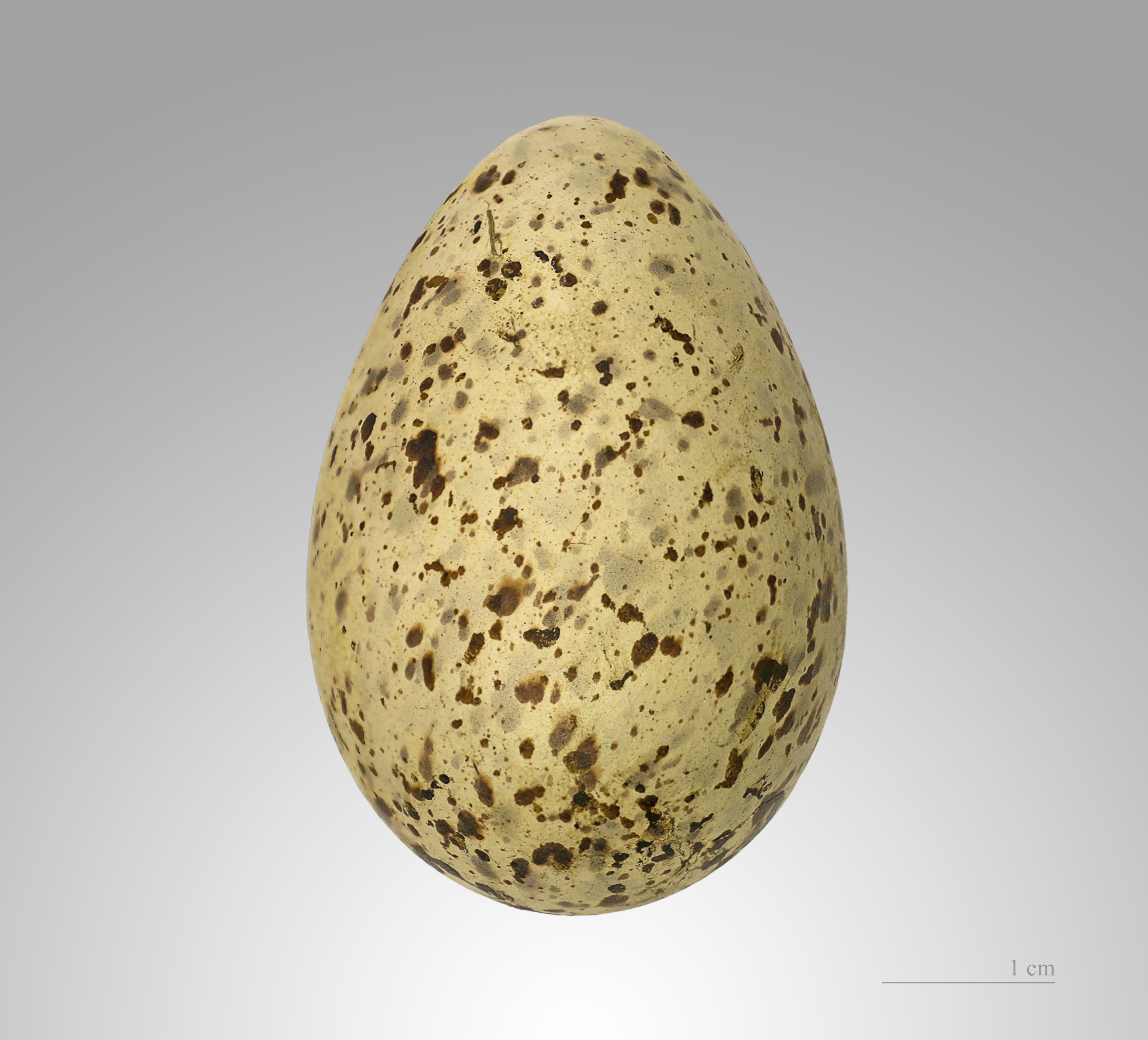
Vejce jespáka rezavého (Calidris canutus)